# Анори (Бразилия)
Анори (порт. Anori) — муниципалитет в Бразилии, входит в штат Амазонас. Составная часть мезорегиона Центр штата Амазонас. Входит в экономико-статистический микрорегион Коари. Население составляет 16 317 человек на 2010 год. Занимает площадь 5974,4 км². Плотность населения — 2,73 чел./км².
Праздник города — 29 декабря.

## История
Город основан в 1956 году.

## Границы
Муниципалитет граничит:
- на севере —  муниципалитет Анаман
- на юго-востоке —  муниципалитет Берури
- на юго-западе —  муниципалитет Тапауа
- на северо-западе —  муниципалитеты Куари, Кодажас

## Демография
Согласно сведениям, собранным в ходе переписи 2010 г. Национальным институтом географии и статистики (IBGE), население муниципалитета составляет:
| Полное население                               | Полное население                               | Полное население                               | Полное население                               | 16 317 |
| ---------------------------------------------- | ---------------------------------------------- | ---------------------------------------------- | ---------------------------------------------- | ------ |
| в том числе:                                   | Городское население                            | 10 000                                         | Процент городского населения, %                | 61,29  |
|                                                | Сельское население                             | 6317                                           | Процент сельского населения, %                 | 38,71  |
|                                                | Мужское население                              | 8511                                           | Процент мужского населения, %                  | 52,16  |
|                                                | Женское население                              | 7806                                           | Процент женского населения, %                  | 47,84  |
| Плотность населения, чел/км²                   | Плотность населения, чел/км²                   | Плотность населения, чел/км²                   | Плотность населения, чел/км²                   | 2,73   |
| Население муниципалитета в % к населению штата | Население муниципалитета в % к населению штата | Население муниципалитета в % к населению штата | Население муниципалитета в % к населению штата | 0,47   |

По данным оценки 2015 года, население муниципалитета составляет 19 292 жителя.

## Важнейшие населенные пункты
| № | Населённый пункт | Населённый пункт (порт.) | Категория | Население чел. (2010) | На карте                       |
| - | ---------------- | ------------------------ | --------- | --------------------- | ------------------------------ |
| 1 | Анори            | Anori                    | город     | 10 000                | 3°44′45″ ю. ш. 61°39′30″ з. д. |

## Статистика
- Валовой внутренний продукт на 2003 год составляет 29 405 реалов (данные: Бразильский институт географии и статистики).
- Валовой внутренний продукт на душу населения на 2004 год составляет 2613,06 реалов (данные: Бразильский институт географии и статистики).
- Индекс развития человеческого потенциала на 2000 год составляет 0,634 (данные: Программа развития ООН).